# Studnařovití
Studnařovití (Opistognathidae) jsou čeleď paprskoploutvých ryb.

## Systematika
Za popisnou autoritu studnařovitých je pokládán francouzský biolog Charles Lucien Bonaparte (1835). Vědecké jméno Opistognathidae vychází z řeckého opisthe (= za) a gnathos (= čelist). V rámci tradiční systematiky bývají studnařovití klasifikováni ve sběrném a nepřirozeném řádu ostnoploutvých (Perciformes). Práce Wainwright et al. (2012) zařadila studnařovité v rámci nově vymezeného kladu Ovalentaria, Eschmeyer's Catalog of Fishes Classification je k dubnu 2025 klasifikuje v řádu slizouni (Blenniiformes).
Studnařovití se dělí do celkem čtyř rodů (k únoru 2025):
- Opistognathus Cuvier, 1816;
- Lonchopisthus Gill, 1862;
- Stalix Jordan & Snyder, 1902;
- Anoptoplacus Smith-Vaniz, 2017.[1]

## Popis
Studnařovití bývají spíše menší ryby. Karibské druhy dorůstají délky jen asi 6 cm, zejména při pobřeží Austrálie však žijí studnaři dorůstající délky přes 30 cm, nebo dokonce přes 40 cm. Studnařovití se vyznačují velkou hlavou s mohutnou tlamou a úzkým, zužujícím se tělem. Hřbetní ploutev je nedělená, tvoří ji 9–12 trnů a 12–22 měkkých paprsků, u zástupců rodu Stalix jsou přední trny příčně větvené. Břišní ploutve atypicky vyrůstají před prsními ploutvemi, tvoří je 1 trn, 3 větvené paprsky a 2 nevětvené paprsky. Řitní ploutev tvoří 2–3 trny a 10–21 měkkých paprsků. Postranní čára je posazena vysoko, táhne se asi až k polovině hřbetní ploutve. Tělo kryjí šupiny cykloidního typu, hlava však zůstává lysá.

## Chování a ekologie

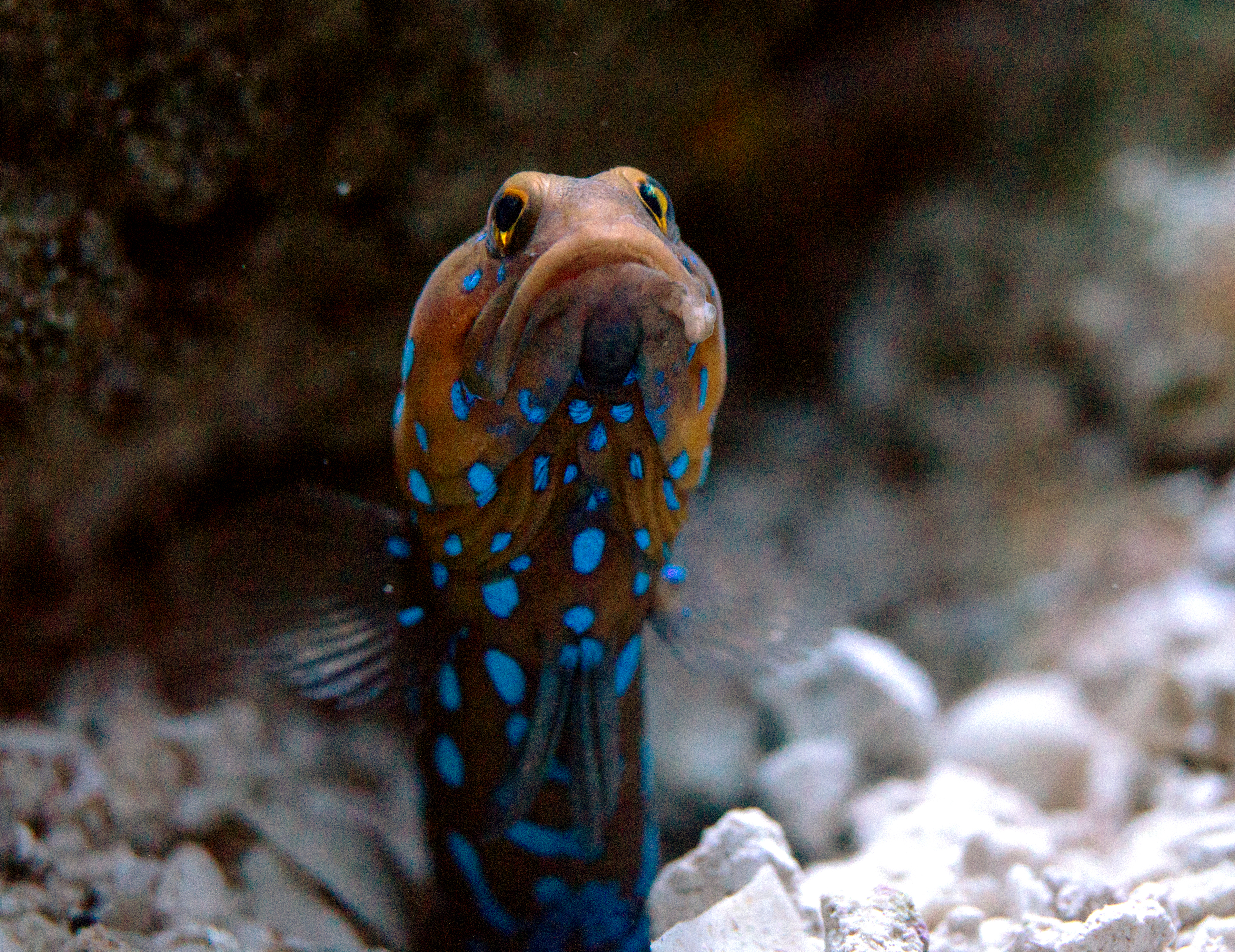
Australský studnař Rosenblattův (Opistognathus rosenblatti)

Studnařovití žijí v teplých mořích celého světa, chybí nicméně ve Středozemním moři a východním Atlantiku. Žijí v písku a na suťových dnech, některé druhy v mělčinách, jiné v hloubkách až několik desítek metrů. Pronikají i do brakických oblastí. Každý jedinec si vydržuje vyhloubenou noru, v níž tráví většinu dne, často pouze s vystrčenou hlavou. V případě vyrušení se rychle ukrývá, typicky ocasem napřed. Šachtu si studnaři hloubí pomocí své mohutné tlamy a její ústí vyztužují úlomky korálů, lasturami mořských mlžů, kamínky a jiným vhodným materiálem, kterým mohou také maskovat vchod. Toto chování však není typické pro všechny druhy. V případě 14cm studnaře skvrnitého (Opistognathus maxillosus) činí hloubka nory až 29 cm.
Studnaři se krmí bezobratlými žijícími v bentosu i planktonu. Zajímavý je způsob rozmnožování těchto ryb, protože samci oplodněná vajíčka schraňují v prostorné tlamě. Během vývoje jiker se nicméně mohou krmit, když snůšku vyplivnou do nory a později zase naberou naberou do tlamy. V případě studnaře zlatočelého (Opistognathus aurifrons) nastává líhnutí za 6–8 dnů (v závislosti na teplotě). Jmenovaný druh lze také chovat v akváriích, ovšem vyžaduje přítomnost pouze klidných rybích druhů a tlustou vrstvu substrátu.